# (2363) Cébrion
Pour l’article homonyme, voir Cébrion (homonymie).
(2363) Cébrion (officiellement (2363) Cebriones) est un astéroïde troyen de Jupiter. Il a été découvert le 4 octobre 1977 par l'observatoire de la Montagne Pourpre.

## Caractéristiques
Il partage son orbite avec Jupiter autour du Soleil au point de Lagrange L5, c'est-à-dire qu'il est situé à 60° en arrière de Jupiter.
Les calculs d'après les observations de l'IRAS lui accordent un diamètre d'environ 82 kilomètres.
Son nom fait référence à Cébrion, le fils de Priam.
Sa désignation provisoire était 1977 TJ3.